# Bernard Giroux
Pour les articles homonymes, voir Giroux.
Bernard Giroux, né le 10 mars 1950 à Montceau-les-Mines et mort le 23 août 1987 à Poole au large de l'Île de Wight, est un journaliste sportif français et un copilote de rallye, spécialisé dans le rallye-raid, vainqueur de deux Dakar.

## Biographie
Il commente sur TF1 le Tour de France, et les Grands Prix de Formule 1, en compagnie de José Rosinski et  participe aux premières émissions Auto-Moto. Il s'engage ensuite dans diverses compétitions, dont le rallye Paris-Dakar en tant que copilote.
En février et mars 1987, il réalise la traversée du désert du Ténéré à pieds, soit 350 kilomètres pendant treize jours, et à la suite de cet exploit écrit Désert, l'aventure tout terrain, sorti en juin 1987.
Le 23 août 1987, lors d'une compétition offshore en Manche au large de l'Île de Wight dans le Dorset (comté), le puissant bateau « Colibri» piloté par Didier Pironi s'envole à grande vitesse au-dessus de l'eau après avoir heurté une vague et se retourne, entraînant la mort des trois occupants, Didier Pironi, Jean-Claude Guénard et Bernard Giroux.
Il fut le compagnon de la chanteuse Jeane Manson,.
Il est enterré au cimetière communal de Rully, en Saône-et-Loire.

## Palmarès sportif

### Rallye Dakar
- Victoire au rallye Paris-Dakar en 1981 comme copilote de René Metge[7] et en 1987 comme copilote de Ari Vatanen[4]

| Année | Véhicule             | Pilote          | Pos. |
| ----- | -------------------- | --------------- | ---- |
| 1981  | Range Rover          | René Metge      | 1º   |
| 1986  | Lada Niva            | Pierre Lartigue | 6º   |
| 1987  | Peugeot 205 Turbo 16 | Ari Vatanen     | 1º   |

### Autres épreuves
- Victoire dans le Critérium de Touraine et le Rallye de la Châtaigne comme copilote de Bernard Darniche dans le Championnat de France des rallyes 1978[3]
- Victoire de la Baja espagnole en 1985 et du rallye de l'Atlas[3]

## Hommages
- La ville de Plaisir a nommé un de ses stades du nom de Bernard Giroux.